# チャック・フィンドレー
チャック・フィンドレー（Chuck Findley、1947年12月13日 - ）は、スタジオ・ミュージシャンとしての多様な活動で知られるアメリカのトランペット奏者。フリューゲルホルンやトロンボーンなどの金管楽器も演奏する。
彼の技術的能力と多才さは他のミュージシャン達からも高く評価されており、ジェリー・ヘイは「チャック・フィンドレーは何でも演奏できる」と語った。 
クリーヴランド音楽院を卒業。フィンドレーの最初のプロとしての仕事は、バディ・リッチのバンドのワールド・ツアーに参加する前のジミー・ドーシー・ビッグバンド。1989年は、ドク・セヴェリンセン率いる『ザ・トゥナイト・ショー』のバンドに参加した。1994年から2001年まで『ザ・トゥナイト・ショー・ウィズ・ジェイ・レノ』のバンド・メンバーも務めた。
B.B.キングやスティーリー・ダンなどのアーティストによるレコーディングにも定期的に参加し、ナンシー・シナトラ、マイルス・デイヴィス、スタンリー・タレンタイン、TOTO、パット・ブーン、クリストファー・クロス、ジャコ・パストリアスとも演奏および/またはレコーディングしている。ジェームス・ラスト、リー・リトナー、ジャクソン・ブラウン、ジョージ・ベンソン、ルイス・ミゲル、ジョージ・ハリスン、エルトン・ジョン、キャロル・キング、リッキー・リー・ジョーンズ、ジョニ・ミッチェル、ホセ・フェリシアーノ、ローリング・ストーンズ、ディオンヌ・ワーウィック、ダイアン・シューア、トム・ウェイツ、ランディ・ニューマン、ティナ・ターナー、アル・ジャロウ、サラ・ヴォーン、ナラダ・マイケル・ウォルデン、バディ・リッチなどジャンルを問わず数多くのミュージシャンと共演している。
その他にフィンドレーは、カーペンターズが1970年にヒットさせた「遙かなる影」でフリューゲルホルンのソロを演奏したことや、ヴァンゲリスの「ブレードランナー・ブルース」でトランペット・ソロを担当したことでもよく知られている。
レッキング・クルーのメンバーとしても在籍していたことがある。
兄のボブ・フィンドレーもミュージシャンであり、共演回数も多い。

## ディスコグラフィ

### 参加アルバム
スティーリー・ダン
- 『幻想の摩天楼』 - The Royal Scam (1976年)
- 『彩（エイジャ）』 - Aja (1977年)
- 『ガウチョ』 - Gaucho (1980年)

リチャード・ホルムズ
- Welcome Home (1968年、World Pacific)
- Six Million Dollar Man (1975年、RCA/Flying Dutchman)

TOTO
- 『宇宙の騎士』 - Toto (1978年)
- 『アイソレーション』 - Isolation (1984年)
- 『ファーレンハイト』 - Fahrenheit (1986年)
- 『ザ・セブンス・ワン〜第7の剣〜』 - The Seventh One (1988年)
- 『キングダム・オヴ・デザイア〜欲望の王国〜』 - Kingdom of Desire (1992年)
- 『マインドフィールズ』 - Mindfields (1999年)

アル・ジャロウ
- 『ジス・タイム』 - This Time (1980年)
- 『ブレイキン・アウェイ』 - Breakin' Away (1981年)
- 『ジャロウ』 - Jarreau (1983年)
- 『ハイ・クライム』 - High Crime (1984年)

GRPオールスター・ビッグ・バンド
- 『ライヴ・イン・ジャパン!』 - Dave Grusin Presents GRP All-Star Big Band Live! (1993年)
- 『オール・ブルース』 - All Blues (1995年)

メトロポリス・オーケストラ、ロブ・プロンク
- Star Eyes - live (2001年)